# 釋真空
真空法師（1938年—），俗名高玉鳳，旅居法國梅村的越南裔佛教尼師、和平運動者，為一行禪師弟子，輔助禪師在法國南部的多爾多涅省創建梅村禪修中心，也協助禪營帶領，引導參加者做禪修練習，如在「深度放鬆」練習中照顧身心，及於「接觸大地」之中和好。1993年出版的自傳《真愛的功課：追隨一行禪師五十年 （页面存档备份，存于）》從她的觀點具體而微地描述了越南赤化、投入社會運動的坎坷心路，以及與老師一行禪師相遇，創建梅村，乃至於發願依止禪師弘法的完整歷程。

## 傳記
1938年出生於越南湄公河三角洲中心的檳椥市。父母是中產階級，育有九個孩子，真空法師是家中的老八。自幼，父親便教育子女工作和謙遜的重要性，她常引述父親的話：「絕不跟貧農討價還價，因為那點零錢對他們而言可能足夠養家活口了。」
1958年，真空法師進入胡志明大學主修生物。她也涉入政治行動，成為校內的學生領袖，她花很多時間幫助市內貧民窟的窮人和病患。
她在1959年認識一行禪師，當時她便認定禪師是她的心靈導師了。1963年她前往巴黎完成生物學的學位，並在1964年獲頒證書。同年回到越南加入一行禪師的行列，協助他創建「梵行大學」及「青年社會服務學院」(SYSS)。她是SYSS諸多活動的核心人物，該社在越戰期間於越南鄉間發起了醫療、教育和農業設施等活動。SYSS一度有超過一萬名和平青年參與，協助重建飽受戰火蹂躪的村莊。一行禪師回到美國那段期間，真空法師仍每日掌理社內運作。

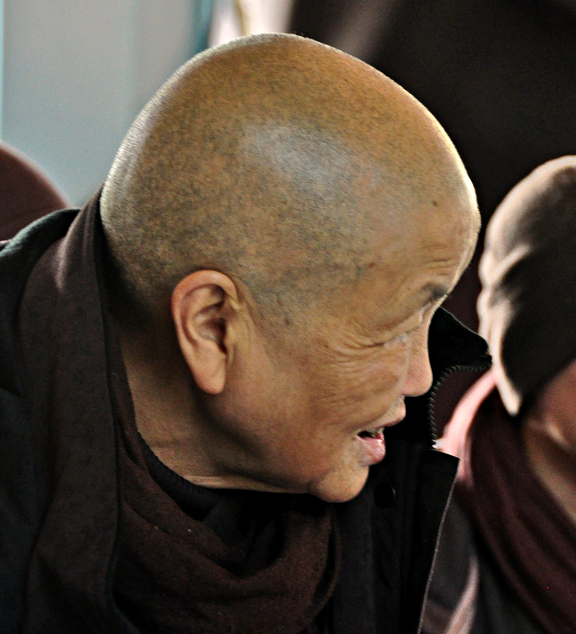
真空法師

1966年2月5日，真空法師受戒為接現同修最初的六人小組「六雪松」之一。也是在那個時候，她獲得真空法師此一戒名。據她解釋：「在佛教，『空』實為梵文空性之義。意指個體自我感之消融。這個字本身不帶有任何的負面意涵。了解「空無自性」的意思，即萬物本質上沒有絕對自存而且永恆不變的實我，才能發現人我之間的相聯，相互依存（interbeing），瞭悟沒有什麼能夠獨自存續，所有的一切都與其他部分難分難解。我明白我永遠都得記住我的『空』源於分離自我感的空無，宇宙的諸多奇蹟充盈著我，包括我祖父母、父母的慷慨，一路上許多朋友和老師曾協助、支持過我，以及現在正在閱讀此段文字的讀者們，沒有你們這本書也沒無法存在。我們的存在都是休戚與共、相互依存，我們的身分感本質上都是空無實我的，儘管表象的身分感造成我們的隔閡、認不出彼此間的相聯。」
接現同修由出家及在家的男女眾所組成。最初六名受戒者可依偏好選擇是要過出家還是在家的生活。三名女子都決定要像尼師那樣獨身，雖然她們未剃度；三名男子都決定如在家眾那樣結婚生子。遺憾的是，一年後，三名女性中的一枝梅以激烈的自焚手段向外界表達自身的和平訴求。
1969年到1972年間，她和一行禪師協力在巴黎籌組佛教和平代表團，為越南的和平運動發聲。自那之後，她持續和一行禪師合力在巴黎附近建設甘薯禪修中心，也就是1982年成立的梅村禪修中心之前身。她也擔任禪師四處巡訪時的隨身助理。除此之外，她仍繼續在海外為越南那些難民提供救援，如為貧童募集救援食糧包或為病患尋找醫療資源，一邊為梅村規劃活動。
1988年，真空法師在印度靈鷲山正式出家為尼，一行禪師為剃度師並主持受戒儀式。
重返越南的三個月（2005年一月到四月初）之間，一行禪師在越南各地對上千人傳講，無論是官員、政客、知識份子、小販、計程車司機或藝術家等。除了禪師的開示之外，真空法師也教導禪營參加者正念禪修。她帶領群眾唱頌梅村歌曲和梵唄唱誦等，也帶大家做深度放鬆的練習。其他時間，她僅僅是透過自身的思言行，將越南傳統展現在現代的生活方式上，如此便打動了和她相遇的人們。二月份越南新年慶典期間，她也為上百名佛教徒做解說《翹傳》籤詩偈頌。
2014年，聖公會、天主教、正教會、猶太教、穆斯林、印度教、佛教界（真空法師代表一行禪師出席）的主要領導人史無前例地聚在一起連署承諾對抗現存的奴隸制；他們連署的聲明呼籲在2020年以前能消弭所有的奴隸制度和人口買賣。

## 著作
《真愛的功課：追隨一行禪師五十年 （页面存档备份，存于）》

## 註記
1. 1 2 3  . 梅村禪修中心（英语：Plum Village）.   [2015-04-26]. （原始内容存档于2021-04-30）.
2. 1 2  Storhoff, Gary. . 紐約州立大學出版社（英语：SUNY Press）. 2010: 122. ISBN 9781438430959.
3. ↑  Storhoff, Gary. . 紐約州立大學出版社（英语：SUNY Press）. 2010: 107. ISBN 9781438430959.
4. 1 2 3 4  真空法師. . Parallax Pres. 2005: 4. ISBN 0-938077-50-3.
5. 1 2 3  . 統一佛教會.   [2015-04-26]. （原始内容存档于2006-01-05）.
6. ↑  . 香巴拉太陽（英语：Shambhala Sun）. 2012-03-20  [2015-04-26]. （原始内容存档于2021-05-06）.
7. ↑  受戒內容參見《早期的「接現同修」（相即共修團） （页面存档备份，存于）》一文。
8. ↑  Queen, Christopher S. . 西蒙與舒斯特. 2012. ISBN 9780861718412.
9. ↑  譯者註：所謂真空生妙有，法師的戒名雖名為空，但正因顯空不二，才能自簡樸、空寂的思言行中產生力量、靈感，推動她成就各種看似不可能的志業和成就。真空不空生妙有，妙有不有顯真空。依佛教觀點，有空二者本是一體的兩面。
10. ↑  . 唯愛社.   [2015年4月26日]. （原始内容存档于2012年8月4日）.
11. ↑  . 接現同修（英语：Order of Interbeing）.   [2015年4月26日]. （原始内容存档于2021年4月13日）.
12. ↑  . The Buddhist Channel. May 19, 2005  [April 26, 2015]. （原始内容存档于2021-01-23）.
13. ↑  Belardelli, Guilia. . 哈芬登郵報. 2014年12月2日  [2015年4月26日]. （原始内容存档于2015年10月18日）.

## 外部連結
- 相關紀錄片《我們都是一體的 （页面存档备份，存于）》
- 一行禪師及真空法師漫畫《五種力量的秘密 （页面存档备份，存于）》
- 《快樂歌 （页面存档备份，存于）》真空法師唱
- 六雪松恪守的菩薩14戒完整版 （页面存档备份，存于）